# 懷爾德穹丘

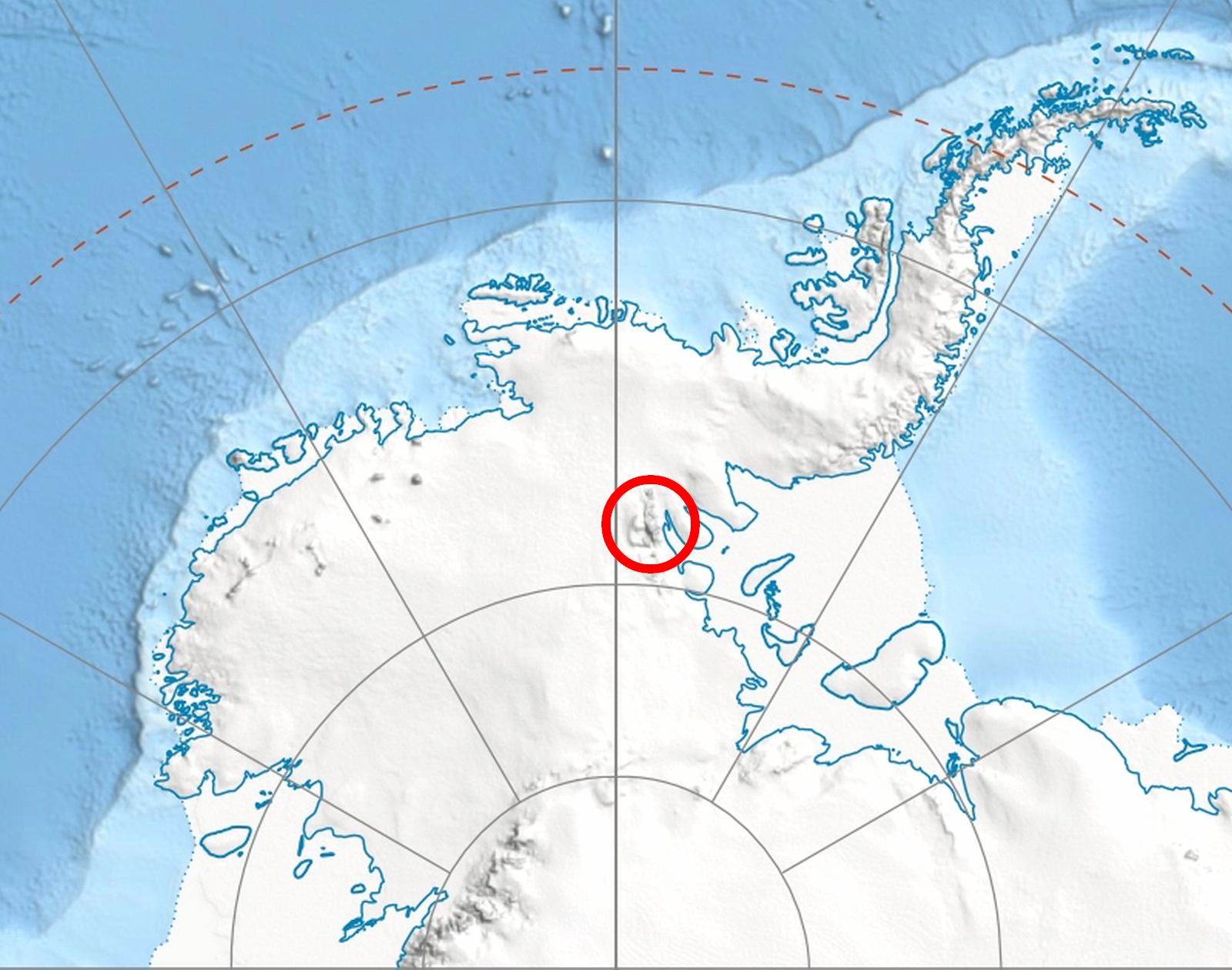

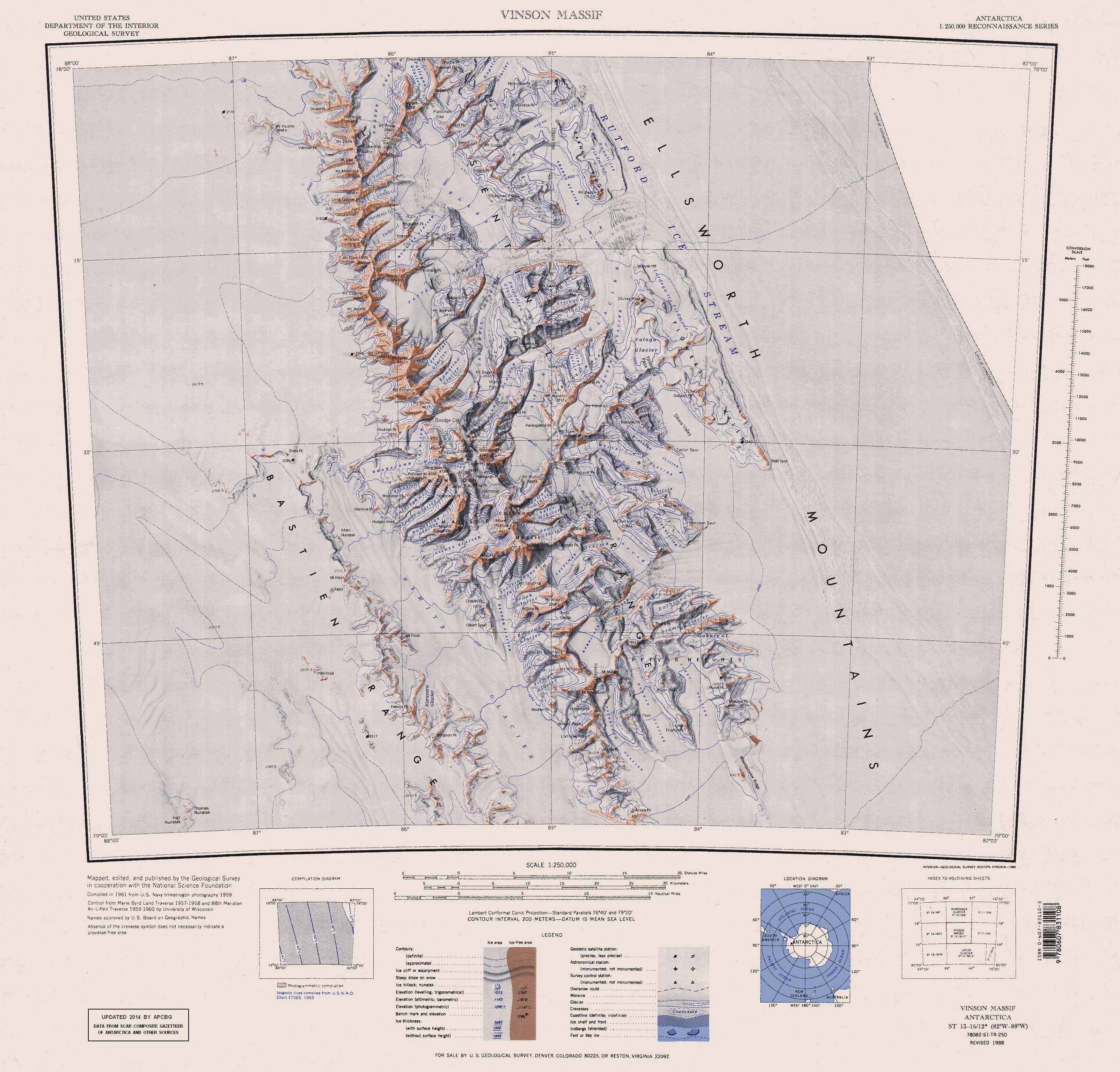

懷爾德穹丘（英語：Wild Knoll），是南極洲的穹丘，位於埃爾斯沃思地，屬於埃爾斯沃思山脈中巴斯蒂安山脈的一部分，處於克萊因山西南面12.76公里、菲塞克山西南面12公里和帕特莫斯峰西北面13.65公里，海拔高度2,370米，現時由南極條約體系管理。